# Skilanglauf-Weltcup-Finale 2022
Das Skilanglauf-Weltcup-Finale 2022 war ein im Rahmen des Skilanglauf-Weltcups 2021/22 geplantes Etappenrennen zum Ende der Weltcup-Saison. Die Austragung der drei Etappen des Weltcup-Finals sollte im russischen Tjumen erfolgen. Es sollte zwischen dem 18. und dem 20. März 2022 stattfinden. Die Wettkämpfe wurden aufgrund des russischen Überfalls auf die Ukraine 2022 abgesagt.

## Austragungsorte und Rennen
Tjumen
- 18. März: Sprint, freie Technik.
- 19. März: Massenstart, freie Technik, 10 km (Frauen) und 15 km (Männer).
- 20. März: Verfolgung, klassische Technik, Handicapstart*, 10 km (Frauen) und 15 km (Männer).

(*) Handicapstart: Bei diesem Rennen sollte in der Reihenfolge des Gesamtklassements gestartet werden, d. h. die/der Führende zuerst. Der Startabstand sollten sich aus der Differenz der Gesamtzeiten zwischen den Startern aller bis dahin absolvierten Rennen ergeben.